# 南方小羊牧場
《南方小羊牧場》，是一部由侯季然執導的2012年電影。本片獲第50屆金馬獎最佳視覺效果與最佳美術設計兩項提名。

## 劇情綱要
阿東與女友小穎同居。有一天，小穎留下一張「我去補習了」的便利貼，從此消失在阿東的愛情裡。阿東離開了兩人世界，手握著小穎留下的紙條來到補習街，誤打誤撞地讓一家影印店老闆收留，還順理成章當起了店員。阿東的工作是影印考卷，再把一箱箱考卷送到補習街上的補習班，期望有一天能在路途中與小穎巧遇。經手的考卷中，阿東發現「必勝補習班」的考卷常常出現羊咩咩的插畫，原來是補習班助教小羊的手筆；阿東突發奇想，在考卷上畫了一隻大野狼與小羊對話，意外風靡整條補習街。另一方面，阿東受託整理即將拆除的舊K書中心，置物櫃中忘了帶走的或刻意留下的東西都有一段故事；在物歸原主或追尋線索的過程中，阿東對於愛情有了不一樣的體會。

## 角色
- 阿東（柯震東飾）：影印店店員。（香港TVB配音：曹啟謙）
- 小羊（簡嫚書飾）（嬰兒時期吳咞妍飾，童年時期范宸瑄飾）：必勝補習班助教，嚮往成為插畫家。（香港TVB配音：魏惠娥）
- 阿濤（張書豪飾）：小羊的前男友。留下一隻寫著「我出國了」的紙飛機，離小羊而去。（香港TVB配音：李致林）
- 影印店老闆（蔡振南飾）：南陽街影印店老闆，也是里長伯，也是阿東的房東。（香港TVB配音：李錦綸）
- 崔泡泡（郭書瑤飾）：補習班業務員，精明愛錢。（香港TVB配音：陳皓宜）
- 麵攤老闆（林慶台飾）：深夜麵攤老闆，也是牧師，還會修理呼叫器。（香港TVB配音：朱子聰）
- 班主任（聶雲飾）：補習班主任。（香港TVB配音：李鎮然）
- 楊逸侖（陸廷威飾）：南陽街炒飯店老闆，因情傷留在南陽街。（香港TVB配音：麥皓豐）
- 沈怡（曾珮瑜飾）：楊逸侖的前女友。（香港TVB配音：張頌欣）
- 小羊母親（范筱梵飾）（香港TVB配音：林芷筠）
- 蔡宜穎（謝欣穎飾）：阿東的前女友。（香港TVB配音：黃瑩瑩）
- 阿芷（高伊玲飾）：儲物櫃主人。（香港TVB配音：張頌欣）
- 油饭阿姨（吴碧莲飾）：南陽街油飯攤老闆，家裡的小狗「狀元」走失了。（香港TVB配音：林丹鳳）
- 高中女生（武文琳飾）：影印店顧客，捡到走失的狀元。（香港TVB配音：羅孔柔）
- 便當店員工 （畢嘉定飾）:南陽街便當店員工問：里長要不要吃便當。

## 電影歌曲
- 主題曲：〈南方小羊牧場 （页面存档备份，存于）〉，主唱：Riin
- 插曲： 〈Rhythm of the Rain〉 編曲：王希文

## 軼聞
- 片中出現的補習班臉書粉絲專頁「南方小羊牧場」實際存在，現為電影官方專頁。
- 整部電影幾乎全在有「補習街」之稱的臺北市南陽街取景拍攝，片名「南方」、「小羊」則暗示故事場景。

## 獎項
| 主辦單位          | 獎項           | 受獎者                          | 階段／結果 |
| ----------------- | -------------- | ------------------------------- | ---------- |
| 第15屆台北電影節  | 最佳整體技術獎 | 《南方小羊牧場》                | 獲獎       |
| 第50屆金馬獎      | 最佳視覺效果   | 鄒志盛、陳志豪、 林哲民、蘇文聖 | 提名       |
| 第50屆金馬獎      | 最佳美術設計   | 蔡珮玲                          | 提名       |
| 第7屆亞洲電影大獎 | 最佳視覺效果   | 鄒志盛、陳志豪、 林哲民、蘇文聖 | 提名       |
| 第7屆亞洲電影大獎 | 最佳新人       | 簡嫚書                          | 提名       |

## 外部連結
- 南方小羊牧場的Facebook專頁
- YouTube上的南方小羊牧場頻道
- 《南方小羊牧場 （页面存档备份，存于）》在香港雅虎的電影頁面（繁體中文）
- Yahoo奇摩電影上《南方小羊牧場》的資料（繁體中文）
- MSN娛樂上《南方小羊牧場》的資料（繁體中文）

- 開眼電影網上《南方小羊牧場》的資料（繁體中文）
- 香港影庫上《南方小羊牧場》的資料（繁體中文）
- 时光网上《南方小羊牧場》的資料（简体中文）
- 豆瓣电影上《南方小羊牧場》的資料 （简体中文）
- 爛番茄上《南方小羊牧場》的資料（英文）
- AllMovie上《南方小羊牧場》的资料（英文）
- 互联网电影数据库（IMDb）上《南方小羊牧場》的资料（英文）
- 影評:南方小羊牧場:青春夢 （页面存档备份，存于）
- Film Business Asia 影評